# Vertbaudet
Vertbaudet est une entreprise française fondée en 1963 à Tourcoing (Nord). C'est également une enseigne, initialement spécialisée dans la vente à distance de produits pour les jeunes enfants et leurs mères, complétée à partir de 1981 par des magasins de la marque. Elle est rachetée successivement en 2013 et 2021 par les fonds d'investissement Alpha et Equistone, utilisant la technique financière de l'achat à effet de levier.

## Histoire

### Création et origine
"Vert Baudet", en deux mots, est fondée en 1963 à Tourcoing par Anselme Dewavrin, la soixantaine, propriétaire d'usines textiles. C'est dès sa création une marque qui vend des vêtements pour enfants par catalogue.
Anselme Dewavrin est l’héritier d’un capital accumulé par onze générations de négociants du textile côté maternel et six côté paternel. Lui et ses fils sont installés dans un quartier de la métropole lilloise où une poignée d'autres grandes familles se partagent depuis le XVIIIe siècle l'industrie du textile, son négoce, sa vente par correspondance et depuis le XIXe siècle, le capital des mines de charbon de la région lensoise.
Dès 1826, Auguste Dewavrin investit dans des tisseuses industrielles. Il épouse la fille[Qui ?] du maire de Roubaix, autre industriel textile. En 1870, une enquête montre que la loi de 1848 plafonnant la durée du travail à 12 heures par jour n'est pas respectée dans la filature familiale et ses voisines, rue du Tilleul à Tourcoing, où dans les années 1920 les Dewavrin sont deuxièmes pour le négoce international. Dans les années 1950, les deux fils d’Anselme Dewavrin se partagent le capital, dans "des stratégies de division familiale du patrimoine" du groupe et Vertbaudet est fondé deux ans après que la famille Pollet, voisine et concurrente, se soit recentrée sur la vente par correspondance via la marque La Redoute, entrée en Bourse quelques mois après la création de Vertbaudet.

### Implantation dans le bassin minier
En 1963, année de création de Vertbaudet, Jacques Dewavrin, l'un des deux fils d'Anselme, négocie aussi la création d’une usine textile à Auchel, ville du bassin minier, en échange d'aides d’État pour les investissements, négociées avec l'homme politique de droite Léonce Deprez, imprimeur, député et maire du Touquet, cité balnéaire huppée où les familles Desprez et Dewavrin ont des villas voisines. Les comptes du groupe Dewavrin, consultés dans les archives, attestent que chaque nouvel investissement était conditionné à une subvention publique.

### Implantations à l'étranger
Le premier magasin de la marque Vertbaudet ouvre à Lille en 1996. Le développement international commence la même année et s'effectue d'abord en Grande-Bretagne (1996), puis au Portugal en 1999, année où la marque lance son premier site de vente en ligne par Internet.
Les deux héritiers Dewavrin préfèrent vendre leurs parts plutôt que de reprendre l’affaire familiale. Une multinationale américaine rachète la branche textile, dont les dernières usines de Tourcoing et Auchel fermeront en 2006, l'activité étant délocalisée en Bulgarie pour des raisons économiques malgré le « manque de formation de la main-d’œuvre locale ».
La majorité des produits en coton et distribué par les enseignes du groupe Pinault-La Redoute, dont ceux de Vertbaudet, sont ensuite issus de cotons produits en Turquie.

### Cession au concurrent La Redoute
De son côté, la marque de vente par correspondance de vêtements pour enfants est cédée à son grand concurrent local, le groupe La Redoute, géant traditionnel de la vente à distance dans la métropole lilloise, créé par une autre grande famille du textile et numéro un de la VPC depuis 1976 avec 7 000 salariés. La cession a lieu en 1989. La Redoute fait ensuite partie du groupe Pinault-Printemps-Redoute (devenu PPR puis Kering), après que le Printemps soit devenu le principal actionnaire en 1988-1991, le milliardaire François Pinault prenant en 1992 le contrôle du groupe entier.

### Projet de cession par la famille Pinault en 2011
À partir de 2010, les ventes globales des marques de La Redoute baissent de 10 % par an environ. En 2011, alors que la marque Vertbaudet fait partie de son pôle vente à distance Redcats, qui inclut aussi "La Redoute", PPR annonce qu'il a décidé d'en céder une partie "par appartements". Le 8 novembre 2011, François-Henri Pinault, le PDG de PPR, a en particulier annoncé que 4 ou 5 candidats au rachat de Redcats s'étaient manifestés et avait précisé qu'il pourrait espérer 2 milliards d'euros pour cette filiale.

### Pétition anti-sexiste et cession au fonds d'investissement Alpha
En décembre 2012, exigeant des excuses de Vertbaudet, une mère de famille recueille près de 3000 signatures à sa pétition pour un « Noël sans sexisme », obligeant la marque à s'excuser,, épisode présenté comme le pouvoir des consommateurs sur Internet.
L'année suivante, PPR la société de l'homme d'affaires François Pinault et de sa famille, cède Vertbaudet et Cyrillus au fonds d'investissement Alpha Private Equity 6, via une première opération de "LBO", le fonds Alpha recourant pour acheter Vertbaudet et Cyrillus à PPR à la technique d'endettement spéculatif par achat à effet de levier.
Le magasin de Montpellier ferme en 2017, l'effectif se réduit de 44 postes et celui de Dijon en 2018. La préparation de commandes est sous-traitée au groupe Log's.

### Cession au fonds d'investissement Equistone en 2021
En juillet 2021, Vertbaudet est achetée par le fonds d'investissement Equistone Partners Europe, dont le directeur des investissements depuis 2017 est Edouard Fillon, fils de l'ex-premier ministre français François Fillon.
Selon une lettre spécialisée dans les rachats par effet de levier via l'endettement bancaire, appelés aussi "fonds Achat à effet de levier".
Equistone aurait emprunté à un pool bancaire mené par BNP Paribas, afin de proposer une somme plus de 200 millions d'euros pour acheter Vertbaudet, supérieure à celles proposées par des autres candidats à l'acquisition.
La plus-value est ainsi très élevée pour le fonds d'investissement Alpha, car le groupe PPR lui avait vendu ses deux enseignes Vertbaudet et Cyrillus pour 119 millions d'euros, huit ans avant, montant annoncé alors comme la "valeur d'entreprise" c'est-à-dire incluant Cyrillus et les dettes de l'ensemble acheté. Le rachat de 2021 exclut lui une partie de la société : l'autre marque de prêt-à-porter pour enfants, Cyrillus, qui est revendue au même moment à MGA Groupe, déjà actionnaire de trois marques, dont Harris Wilson, et d'une activité de grossiste. Le siège social, jugé surdimensionné car il accueillait les deux sociétés auparavant, est vendu au même moment et la société enménage dans un siège social, près de la gare de Tourcoing.
Le montant du rachat de Vertbaudet n'est pas rendu public par Equistone en 2021, qui n'a racheté que la majorité du capital, l'équipe dirigeante de Vertbaudet détenant le reste, acquis lors du rachat précédent par le fonds d'investissement Alpha. Les deux cessions sont révélées dans le quotidien « Les Echos » en juin 2021 par Thierry Jaugeas, PDG de CVG (pour Cyrillus Vertbaudet Groupe), holding qui détenait les deux enseignes. La prévision de chiffre d'affaires pour l'année en cours (2021) est alors de 330 millions d'euros contre 300 millions en 2020 et 325 millions d'euros en 2018, soit une stabilité sur trois ans.

### Grève de 2023
En 2023, la première grève en 60 ans[source insuffisante] réclame une hausse des salaires face à la poussée de l'inflation.
La CFTC, majoritaire, signe un accord accordant aux salariés la prime Macron, tout en reconnaissant "comprendre la grève".
Lancée par la CGT, syndicat minoritaire, la grève n'en dure pas moins 9 semaines à l'entrepôt Vertbaudet de Marquette-lez-Lille. La CGT appelle également au boycott de la marque. La tension monte, alimentée par la révélation d'un fichage des manifestants par le procureur de Lillealors que les violences policières se multiplient,. La visite de Sophie Binet médiatise le conflit et une centaine de féministes ainsi que des artistes, dont Adèle Haenel et Corinne Masiero, signent une tribune dans Le Monde pour soutenir les grévistes.
Un accord entre la direction et les représentants de la CGT met fin à la grève le 2 juin. Il est prévu une revalorisation des salaires, une refonte de la grille salariale et l’absence de sanction contre les grévistes.